# Czerwony Dwór (gmina Niemenczyn)
Czerwony Dwór (lit. Raudondvaris) – wieś na Litwie, w okręgu wileńskim, w rejonie wileńskim, w gminie Niemenczyn, 27 km na północny wschód od Wilna, nad niewielkim jeziorem Czerwonodworskim.

## Historia

### Własność
W średniowieczu tutejsze ziemie należały do majątku książęcego, później królewskiego, włości niemenczyńskiej. Z czasem znalazły się na terenie ciwuństwa wileńskiego. Z dokumentów z 1554 roku wynika, że istniał tu wtedy dwór i ziemia bojarów Tuszczułów (późniejsza wieś Tuszczewle później należała do Czerwonego Dworu). Prawdopodobnie z ciwuństwa wileńskiego wydzielono majątek, którego właścicielem na początku XVII wieku został Jan Dziewiałtowski. W 1646 roku Czerwony Dwór należał do małoletnich Dziewiałtowskich. W 1701 roku był już własnością Konstantego Jasienieckiego Woyny, podkomorzego brasławskiego, który przejął majątek po ojcu, Aleksandrze Wojnie, kasztelanie nowogródzkim. Żoną Konstantego była Marianna księżna Ogińska, która wychodziła za mąż trzy razy. Z czasem majątek przeszedł w ręce hetmana Michała Józefa Massalskiego, wnuka Marianny z jej małżeństwa z Michałem księciem Massalskim, który zmarł w 1677 roku. Do końca XVIII wieku Czerwony Dwór został w rękach rodziny Massalskich. W drugiej połowie XVIII wieku majątek należał do Ignacego Massalskiego, syna Michała Józefa, targowiczaninia, biskupa wileńskiego w latach 1762–1794. Na przełomie XVIII i XIX wieku dobra te należały już do podpułkownika Ignacego i Salomei z Dziekońskich Parczewskich herbu Nałęcz. Ich dzieci: Róża (1799–1852), Aleksander (~1800–1860), Konstanty i ich przyrodni brat Antoni (1815–1897) wspólnie odziedziczyli Czerwony Dwór po śmierci Ignacego. Po wybuchu powstania listopadowego Konstanty Parczewski zorganizował oddział partyzancki, którego liczebność wynosiła 200–1000 osób. W jego oddziałach partyzanckich przez krótki okres walczyła m.in. Emilia Plater. Po załamaniu się powstania na Litwie Parczewski musiał uchodzić do Francji. Na początku XX wieku majątek należał do Tomasza Parczewskiego (wnuka Antoniego, 1882–1932), po I wojnie światowej – do Ignacego Parczewskiego (ojca Tomasza), a przed 1939 rokiem – do Jana (1879–1956) i Andrzeja (1894–1978) Parczewskich, braci Tomasza.
| rok  | liczba ludności |
| ---- | --------------- |
| 1880 | 39              |
| 1905 | 32              |
| 1931 | 138             |
| 1959 | 126             |
| 1970 | 321             |
| 1979 | 240             |
| 1989 | 181             |
| 2001 | 182             |
| 2011 | 200             |

### Przynależność administracyjna
- W I Rzeczypospolitej – (od 1565 roku) powiat wileński w województwie wileńskim Rzeczypospolitej[7];
- po III rozbiorze Polski (od 1795 roku) majątek leżał w powiecie wileńskim (ujeździe) guberni wileńskiej (w latach 1797–1801 guberni litewskiej) Imperium Rosyjskiego[8][8];
- w II Rzeczypospolitej (od 1922 roku) – w gminie Niemenczyn w powiecie wileńsko-trockim województwa wileńskiego;
- po zajęciu tych terenów przez Armię Czerwoną wieś należała do Litwy, która w okresie 1940–1990, jako Litewska Socjalistyczna Republika Radziecka, wchodziła w skład ZSRR;
- od 1990 roku wieś leży na terenie niepodległej Litwy;
- od 1995 roku znajduje się obecnych strukturach administracyjnych.

### Historia folwarku i wsi
Co najmniej od początku XIX wieku stała tu drewniana kaplica katolicka parafii niemenczyńskiej, wybudowana prawdopodobnie jeszcze za czasów biskupa Massalskiego. Już za jego czasów w majątku działały: browar, młyny, tartaki, wapiennik i cegielnia. Spis inwentarzowy z 1778 roku tak przedstawia zabudowania gospodarcze folwarku:

Między stawem a sadzawką browar duży, co do ścian i dachu dobry, od lat 10 wybudowany, do połowy gontami od spodu i ku wierzchu, od gzymsu dachówką nakryty. Wewnątrz sień szczupła, z sieni po prawej ręce gorzelnia z jednym na cztery kotły murowanym hornem i rynną, wodę z sadzawki ku wszelkiej browarnej potrzebie donoszącą. (...) W ogrodzie nad zarosłą sadzawką łaźnia słomą pokryta z sionkami małymi, stalowanie z desek, piec łaziebny kamienny z kapturem murowanym, z wanną miejscową i hornem małym, w którym kociołek mały do zagrzania wody jest wmurowany (...) Karczma pierwsza zwana Czerwona na gościńcu brasławskim, gontami kryta, wjezdna z izbą i komorą, piec z kafel starych reperacji potrzebujący, w której szynk dworny przez Piotra Walentynowicza utrzymuje się. Karczma druga na tymże trakcie, Karklinie zwana, dranicami kryta, wjezdna z dwiema po obu końcach mieszkalnymi izbami, reperacji potrzebująca, w której takoż przez Józefa Święcickiego szynk dworny dostarcza się. Karczma trzecia, zwana Luciany, zakątna nad rzeką Wilią, niegdyś wjezdna, teraz stajnia zawalona, izba tylko, która kontraktem rocznym Jankielowi Szłomowiczowi do wyszynku wódki puszczona. Karczma czwarta, Pakranle zwana, na gościńcu podkrzyskim, nowo gontami pokryta, wjezdna z izbą mieszkalną i komorą, w której szynk dworny przez Benedykta Januszewskiego odbywa się. (...) Młyn nowo stawiący się na dwa koła Uroczyskiem Psiarnia zwany z przyzwoitym uporządzeniem (...) młynek drugi stary dranicami kryty na rzece Strapie, w którym kamieni dwa. (...) Tartak na rzece Jusinie długości sążni 9, a szerzyni sążni 5, dranicami kryty, stary dach w górze dookoła opiłkami obity, do którego po schodach wszedłszy, na górze naporządzenie na pił dwie, przy których nantaba ze spodu, ze szworniem dużym żelazowym, tam szworeń duży na którym cugiel chodzi (...) Wapiennica czyli piec wapienny w Lucianach nad rzeką Wilią, nowo dranicami pokryty, dla dostatku kamieni wapiennych użyteczny. (...) Cegielnia w Santoce nad Wilią, gdzie budynek strycharski z drzewa brusowanego na podmurowaniu wybudowany, słomą pod łopatę kryty, z kominem na dach wyprowadzonym, schody przy nim o 3 gradusach, przy których wszedłszy do sieni drzwi dwoje (...). Pierwsza szopa do robienia dachówki słomą kryta, druga szopa dranicami kryta, we srzedzinie piec jeden do palenia dachówki i cegły wymurowany, wielkości ma, że wchodzi dachówki 15000.

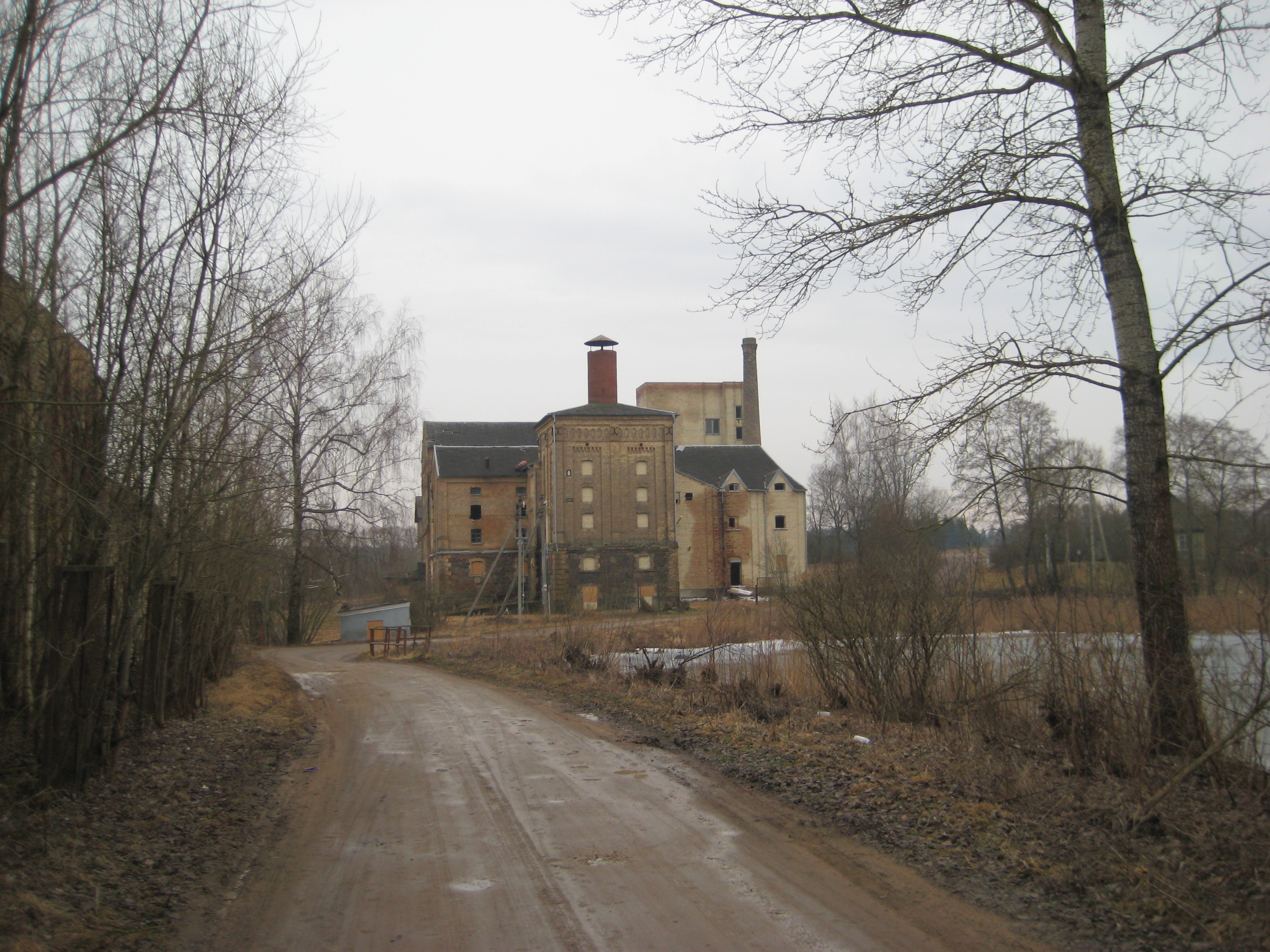
Browar, 2014

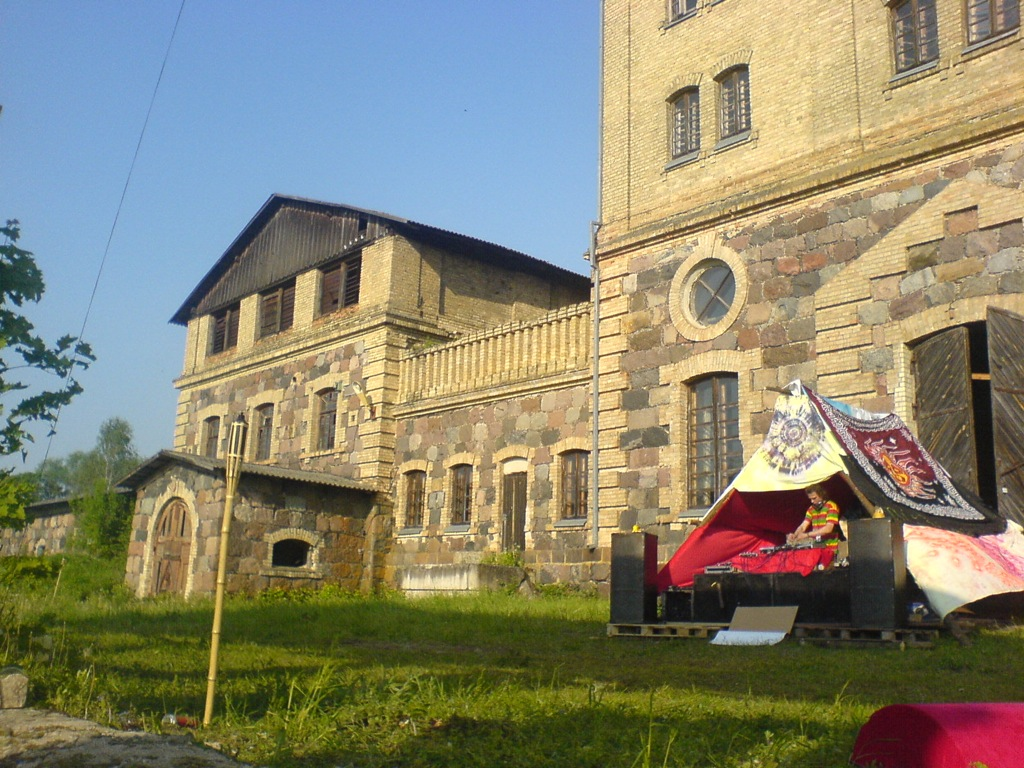
Elewacja browaru, 2007

Dzięki Parczewskim na początku XIX wieku dwór stał się jednym z najważniejszych kompleksów przemysłowych ówczesnej Litwy. Specjalizowano się w produkcji piwa, w tym portera i piwa bawarskiego. W dwudziestoleciu międzywojennym produkowano tu piwo na skalę przemysłową. Powstały spółki:
- w 1923 roku – Zakłady Rolniczo-Przemysłowe „Czerwony Dwór”
- w 1927 roku – Spółka Przemysłowa „Browar Czerwony Dwór”
- w 1928 roku – „Browar Parowy i Fabryka Słodu w Czerwonym Dworze”
- w 1931 roku – „Czerwonodworskie Zakłady Piwowarskie”[9].

Po II wojnie światowej browar został przejęty przez przedsiębiorstwo piwowarskie z Wilna, a na terenie majątku działał kołchoz „Gulbinų”.
Opodal wsi znajduje się  tzw. Święta lub Luciańska Skała, duża skała zlepieńcowa nad brzegiem Wilii, koło wsi Luciany (lit. Liucionys). Niegdyś związana z kultem pogańskim, nawet po przyjęciu chrześcijaństwa okoliczna ludność zbierała się tu w celu składania ofiar (znaleziono sporo odłamków ceramiki, drobne monety), później zaczęto przy skale zostawiać nieduże drewniane krzyżyki itp. Obchodzono tu różne okoliczne święta. Wypływające spod skały źródełko według wierzeń ma uzdrawiającą moc. Skała ta należała do majątku Parczewskich, Aleksander Parczewski postawił w tym miejscu krzyż z figurą Jezusa, ze skarbonką u spodu. Skała ta stanowiła cel ulubionej przechadzki właściciela i jego rodziny.

## Ruina pałacu

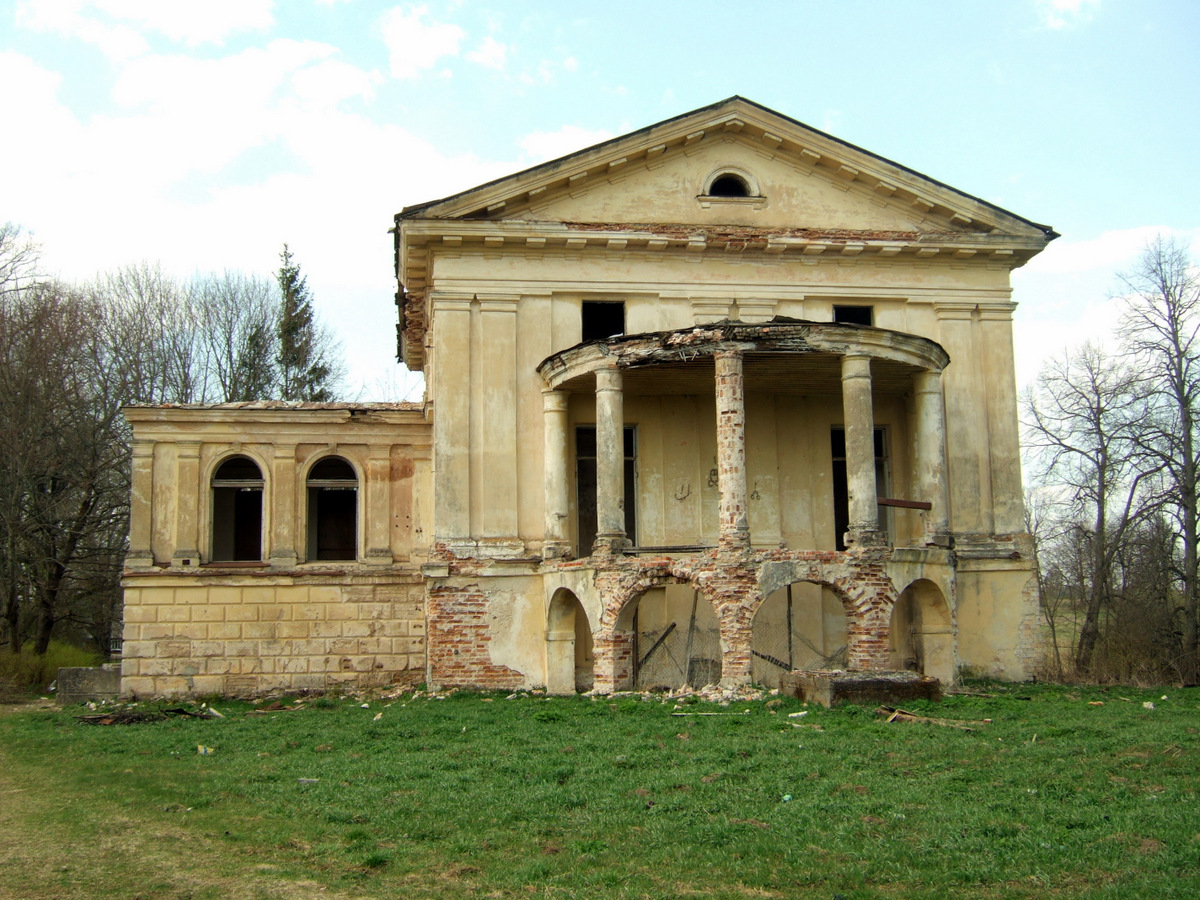
Ruina pałacyku, boczna elewacja od strony werandy, po lewej stronie – dwuosiowa przybudówka, 2014

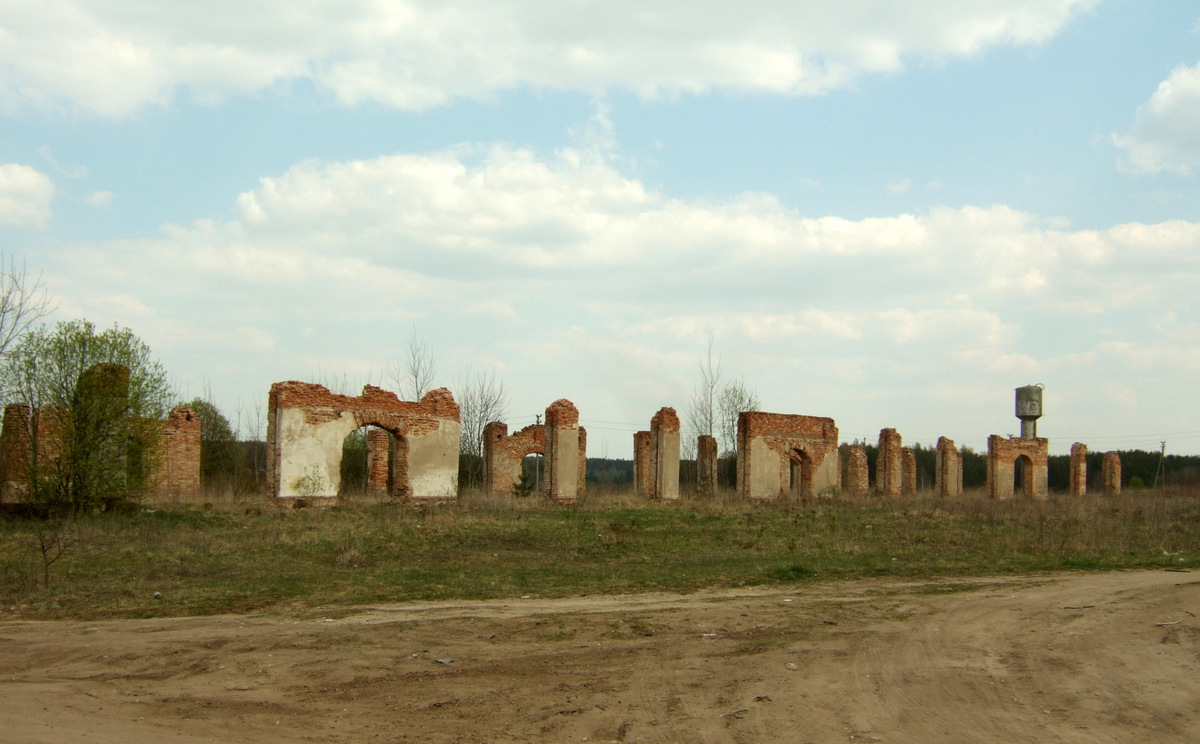
Ruiny dworskich zabudowań gospodarczych, 2014

Zanim Parczewscy zbudowali tu swą nową siedzibę, w Czerwonym Dworze istniał już dobrze rozbudowany folwark, o czym świadczy spis inwentarzowy z 1778 roku:

Traktem wileńskim od Niemenczyna idącym ku dworowi zbliżywszy się, a ominąwszy po prawej ręce browar, między dwiema sadzawkami leżący, idąc ulicą ogrody dzielącą, brama o trzech słupach, u której wrota podwójne z tarcic na biegunach z fortką pojedynczą na boku, takoż na biegunach, dachówką pokryta, przez którą wszedłszy dziedziniec średnio obszerny, na nim po prawej ręce budynek mieszkalny ekonomski dranicami pokryty reperacji potrzebujący (...) Dalej po prawej ręce budynek dystyngowańszy. Drzwi do sieni na zawiasach i krukach żelaznych z klamką i probojami, po lewej stronie rezydencja, a w niej izba pierwsza, alkierz, pokoik i garderoba, wytynkowane i wybielone. Podłoga i stalowanie z tarcic heblowanych. Przez sień ex opposito piekarnia przestronna z komorą na ptactwo nasadkowe. Podłoga w niej z gliny ubita, piec piekarniany krzyżowy z kominem na dach wyprowadzonym, w sieniach kuchenka z ogniskiem niewielkim (...) Cały budynek gontami kryty. Od budynku po prawej stronie lamus niewielki o dwóch – dolnym z dylów piłowanych, a górnym z tarcic na wędliny, sery etc. – schowaniach, gontami kryty.

Ów skromny, drewniany dwór stanowił najprawdopodobniej rezydencję Parczewskich w pierwszej połowie XIX wieku. Obok niego w 1800 roku wzniesiono murowaną, piętrową oficynę.
W połowie XIX wieku Aleksander Parczewski rozpoczął budowę okazałej rezydencji, zrealizowaną jedynie w części: powstał eklektyczny z przewagą cech neoklasycystycznych trzykondygnacyjny pałacyk, trzyosiowy na swych głównych elewacjach i dwuosiowy na bocznych, wzniesiony na rzucie prostokąta, z niskim parterem, wysokim pierwszym piętrem i niższym piętrem drugim. Kondygnację parterową i górne rozdzielał profilowany gzyms. Górne elewacje były ozdobione zdwojonymi pilastrami toskańskimi. Dom był przykryty wysokim, gładkim, gontowym, czterospadowym dachem, wspartym na kroksztynach, zwieńczonym białym centralnym kominem.
Po I wojnie światowej zaczęto dobudowywać skrzydła do tego korpusu, które zatracały szlachetny kształt oryginalnej budowli: z jednej strony powstało trójosiowe, dwukondygnacyjne skrzydło, po drugiej stronie – dobudowano również dwukondygnacyjną, założoną na planie półkola, werandę. Następnie na osi głównej dodano jeszcze jedno, dwuosiowe skrzydło, prostopadłe do głównej fasady, w którym znalazły się hol i klatka schodowa. Główne wejście poprzedzono niewielkim tarasem, okolonym murkami, na których stały rzeźby sfinksów. Nad najnowszym skrzydłem urządzono taras, otoczony żeliwną balustradą, wprawioną w murowane, kwadratowe cokoły. Ostatnim etapem przebudowy była zmiana kształtu dachu na dwuspadowy, z trójkątnymi szczytami po bokach.
Dom był otoczony przez park krajobrazowy, do dziś zachowały się jedynie pojedyncze stare drzewa.
W dawnym folwarku w dalszym ciągu funkcjonuje browar w ogromnym budynku z drugiej połowy XIX wieku, o złożonej bryle, składającej się z kilku wysokich, masywnych korpusów. Zachowały się również parterowe budynki dojrzewalni piwa i warsztatu produkcji beczek oraz wciąż używane mieszkalne czworaki. Pozostałe zabudowania są już tylko ruinami.
Majątek Czerwony Dwór został opisany w 4. tomie Dziejów rezydencji na dawnych kresach Rzeczypospolitej Romana Aftanazego.